# Pain de Sucre (Les Saintes)
Pain de Sucre (que en francés quiere decir: Pan de azúcar) es el nombre que recibe una pequeña montaña situada en la isla de Terre-de-Haut en el archipiélago de Îles des Saintes (o Les Saintes) con una altura de 53 metros ( 173,88 pies). Se trata de una península entre dos playas llamadas Petite Anse Pain de Sucre y l'Anse Devant.
Pain de Sucre se formó por una alineación de columnas de basalto quese hunden en las aguas azules de la bahía de Les Saintes .
Las formaciones de esta montaña son una espectacular curiosidad geológica y un famoso punto turístico del archipiélago.